# Myrioblephara feraria
Myrioblephara feraria là một loài bướm đêm trong họ Geometridae.